# Edmund Blume
Edmund Blume (* 21. Juli 1844 in Halberstadt; † 24. August 1914 in Altaussee) war ein deutscher Porträt- und Genremaler, Zeichner und Grafiker.
Edmund Blume studierte Malerei an der Berliner Königlich Preußischen Akademie der Künste bei Gustav Richter und ab 13. November 1870 an der Münchner Akademie bei Wilhelm von Diez und Arthur von Ramberg.

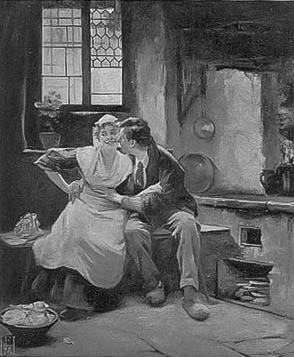
Edmund Blume, vor 1899:
Stürmische Werbung

Der Künstler Edmund Blume wirkte in Wien, auf Capri, 1882/1883 in Rom und ab 1883 mit festem Wohnsitz in München. Als Illustrator der Fliegenden Blätter wurde er in der bayerischen Metropole populär.